# BŠK Union Zagreb
Brijački športski klub Union Zagreb bio je  hrvatski nogometni klub iz Zagreba.
Osnovan je 14. srpnja 1921. pod imenom Brijački ŠK. Dana 18. ožujka 1922. klub mijenja ime u BŠK Union. Tijekom veljače 1924. spojio se s HŠK Sava Zagreb.